# دنیل نیکولائه
دنیل نیکولائه (رومانیایی: Daniel Niculae؛ زادهٔ ۶ اکتبر ۱۹۸۲) بازیکن و مربی فوتبال اهل رومانی است.
از باشگاه‌هایی که در آن بازی کرده‌است می‌توان به باشگاه فوتبال کوبان کراسنودار، باشگاه فوتبال آسترا جورجو، باشگاه فوتبال آاس موناکو، باشگاه فوتبال نانسی، باشگاه فوتبال اوسر، و باشگاه فوتبال راپید بخارست اشاره کرد.
وی همچنین در تیم‌های ملی فوتبال زیر ۲۱ سال رومانی و رومانی بازی کرده‌است.